# 934-й отдельный батальон связи
934-й отдельный батальон связи — воинское подразделение в  вооружённых силах СССР во время Великой Отечественной войны.

## История
Сформирован вместе с корпусным управлением 42-го стрелкового корпуса в мае 1943 года
В составе действующей армии с 12.06.1943 по 09.05.1945 года.
Являлся корпусным батальоном связи 42-го стрелкового корпуса 2-го формирования и повторил его боевой путь.

## Подчинение
| Дата       | Фронт                    | Армия      | Корпус                 | Примечания |
| ---------- | ------------------------ | ---------- | ---------------------- | ---------- |
| 01.06.1943 | Московский военный округ | -          | -                      | -          |
| 01.07.1943 | Центральный фронт        | 48-я армия | 42-й стрелковый корпус | -          |
| 01.08.1943 | Центральный фронт        | 48-я армия | 42-й стрелковый корпус | -          |
| 01.09.1943 | Центральный фронт        | 48-я армия | 42-й стрелковый корпус | -          |
| 01.10.1943 | Центральный фронт        | 48-я армия | 42-й стрелковый корпус | -          |
| 01.11.1943 | Белорусский фронт        | 48-я армия | 42-й стрелковый корпус | -          |
| 01.12.1943 | Белорусский фронт        | 48-я армия | 42-й стрелковый корпус | -          |
| 01.01.1944 | Белорусский фронт        | 48-я армия | 42-й стрелковый корпус | -          |
| 01.02.1944 | Белорусский фронт        | 48-я армия | 42-й стрелковый корпус | -          |
| 01.03.1944 | 1-й Белорусский фронт    | 48-я армия | 42-й стрелковый корпус | -          |
| 01.04.1944 | 1-й Белорусский фронт    | 50-я армия | 42-й стрелковый корпус | -          |
| 01.05.1944 | 1-й Белорусский фронт    | 3-я армия  | 42-й стрелковый корпус | -          |
| 01.06.1944 | 1-й Белорусский фронт    | 3-я армия  | 42-й стрелковый корпус | -          |
| 01.07.1944 | 1-й Белорусский фронт    | 48-я армия | 42-й стрелковый корпус | -          |
| 01.08.1944 | 1-й Белорусский фронт    | 48-я армия | 42-й стрелковый корпус | -          |
| 01.09.1944 | 1-й Белорусский фронт    | 48-я армия | 42-й стрелковый корпус | -          |
| 01.10.1944 | 2-й Белорусский фронт    | 48-я армия | 42-й стрелковый корпус | -          |
| 01.11.1944 | 2-й Белорусский фронт    | 48-я армия | 42-й стрелковый корпус | -          |
| 01.12.1944 | 2-й Белорусский фронт    | 48-я армия | 42-й стрелковый корпус | -          |
| 01.01.1945 | 2-й Белорусский фронт    | 48-я армия | 42-й стрелковый корпус | -          |
| 01.02.1945 | 2-й Белорусский фронт    | 48-я армия | 42-й стрелковый корпус | -          |
| 01.03.1945 | 3-й Белорусский фронт    | 48-я армия | 42-й стрелковый корпус | -          |
| 01.04.1945 | 3-й Белорусский фронт    | 48-я армия | 42-й стрелковый корпус | -          |
| 01.05.1945 | 3-й Белорусский фронт    | 48-я армия | 42-й стрелковый корпус | -          |